# Ignacy Chmieleński
Ignacy Jakub Chmieleński albo Chmieliński (ur. 26 lipca 1837 w Mińsku Mazowieckim, zm. 1871) – polski działacz niepodległościowy, szef Rządu Narodowego w czasie powstania styczniowego, działacz stronnictwa czerwonych, zwany Małym Robespierrem. Brat Zygmunta.

## Życiorys
Był synem Jana Nepomucena Chmieleńskiego (generała wojsk rosyjskich) i Julii z domu Tyborowskiej. Uczęszczał na wydział filologiczno-historyczny na uniwersytecie w Kijowie, gdzie zetknął się z postępowymi kołami młodzieży. W 1861 przyjechał do Warszawy i związał się z lewym skrzydłem organizacji czerwonych. We współpracy z Apollem Korzeniowskim powołał Komitet Miejski, który zajął się przygotowaniem wybuchu powstania. Pod wpływem Chmieleńskiego i Jarosława Dąbrowskiego Komitet Centralny Narodowy ustalił pierwotnie datę wybuchu powstania na 26 czerwca 1862. To zaniepokoiło organizację białych, którzy doprowadzili do obalenia komitetu. Był zwolennikiem koncepcji Dąbrowskiego powiązania powstania zbrojnego z rewolucją społeczną, oraz terroru indywidualnego. W 1862 był inicjatorem przeprowadzenia zamachu na namiestnika wielkiego księcia Konstantego. Zwany był Małym Robespierrem, ale jego fanatyzm powodował wśród czołowych członków stronnictwa czerwonych duże zaniepokojenie. W czasie powstania był w opozycji do kolejnych rządów powstańczych. Zorganizował Oddział V Żandarmerii Narodowej tzw. sztyletników, którzy terroryzowali rosyjskie władze okupacyjne. 19 września 1863 został szefem Rządu Narodowego i naczelnikiem wojskowym miasta stołecznego Warszawy. Tego też dnia przeprowadził zamach na namiestnika Fiodora Berga. Po 1863 wyemigrował; mieszkał we Francji i w Szwajcarii. Przypisuje się mu autorstwo broszury Sąd i wyrok poezji przeciw polityce, wydanej w Nowym Jorku w 1865. Zginął prawdopodobnie w czasie Komuny Paryskiej.